# 해명 (백제)
해명(解明, ?~?)은 무령왕(武寧王) 때의 대신으로, 대성팔족(大姓八族) 중의 하나인 해(解)씨 출신 귀족이다.

## 생애
16관등 중 5등급인 한솔(扞率)을 지냈다.
501년(동성왕 23) 8월, 동성왕은 백가(苩加)에게 신축한 가림성(加林城, 지금의 충청남도 부여군 임천면 성흥산성)을 지키라는 왕명을 내렸는데, 백가는 부임하기를 원하지 않아 신병을 핑계로 부임하지 않으려고 하였다.
그러나 동성왕은 이를 허락하지 않고 강제로 백가를 가림성에 부임시켰고, 백가는 이를 계기로 동성왕에게 앙심을 품어, 마침내, 같은 해 11월 사냥을 막 끝낸 후였던 동성왕을 자객을 시켜 칼로 찌르게 했고, 동성왕은 결국 12월에 사망했다.
그 후, 백가는 부임지인 가림성을 근거지로 하여 반란을 일으켰으나, 새로 즉위한 무령왕이 군대를 거느리고 우두성(牛頭城, 지금의 충청남도 청양)에 이르러 해명에게 토벌하게 하자, 백가는 저항하지 않고 성을 나와 항복하였지만 죽임을 당했고, 백가의 시체는 백강(白江)에 던져졌다.